# بطولة ويمبلدون 1958
قائمة ببطولات ويمبلدون لسنة 1958:

## فردي رجال
أشلي كوبر هزم  نيل فريجر. النتيجة: 3-6 6-3 6-4 13-11

## فردي سيدات
ألثا جبسون هزمت  أنجيلا مورتايمر باريتت. النتيجة: 8-6, 6-2